# Spitalkirche (Wilhermsdorf)

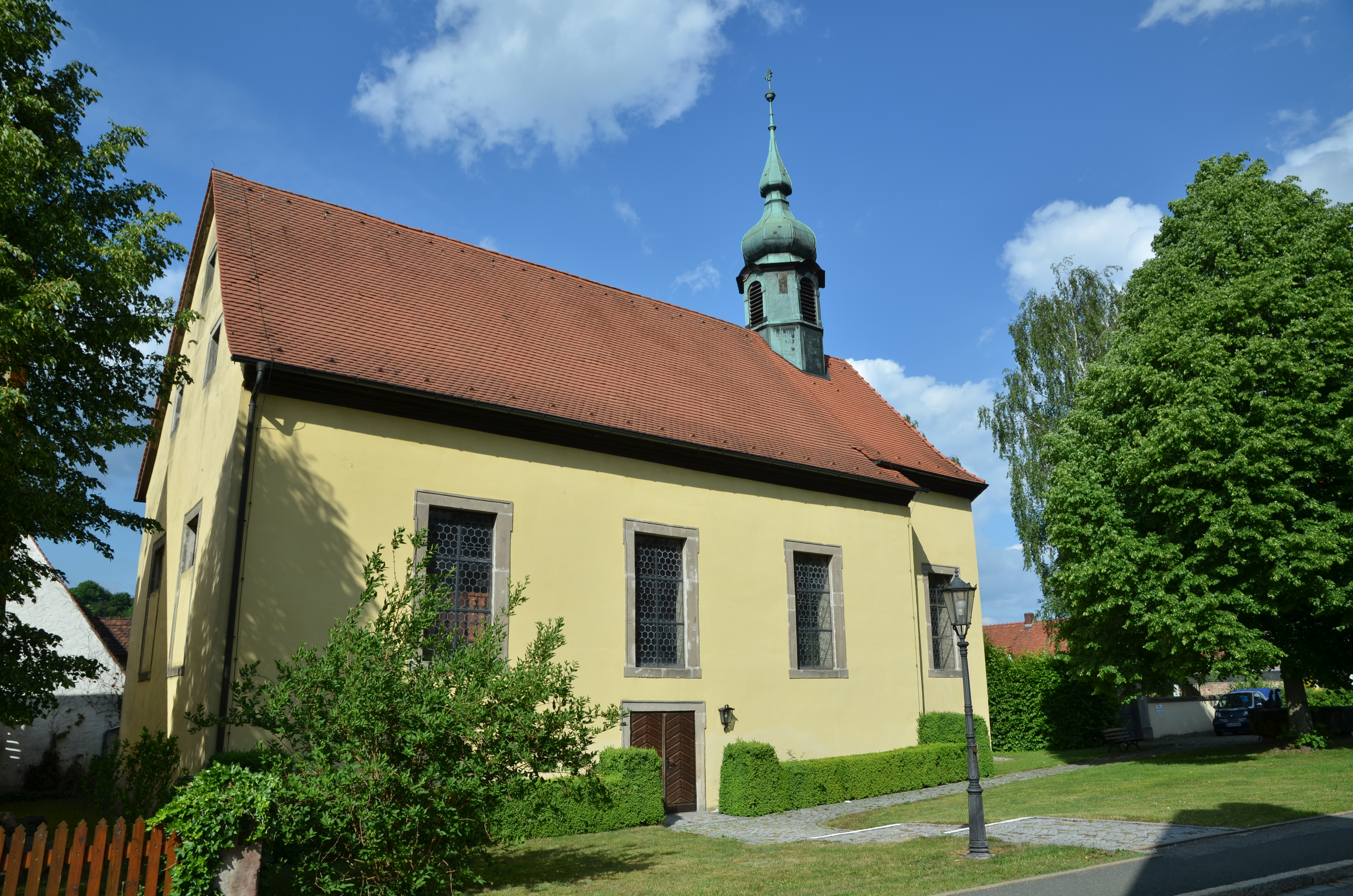
Spitalkirche (Wilhermsdorf)

Die denkmalgeschützte, evangelisch-lutherische Spitalkirche steht auf dem ehemaligen Friedhof von Wilhermsdorf, einem Markt im Landkreis Fürth (Mittelfranken, Bayern). Die Filialkirche ist unter der Denkmalnummer D-5-73-133-28 als Baudenkmal in der Bayerischen Denkmalliste eingetragen. Sie gehört zur Pfarrei Wilhermsdorf im Dekanat Neustadt an der Aisch im Kirchenkreis Nürnberg der Evangelisch-Lutherischen Kirche in Bayern.

## Beschreibung
Die Saalkirche wurde 1718 bis 1727 im Auftrag von Franziska Barbara von Weltz auf dem 1601 errichteten Friedhof erbaut. Sie ersetzte das 1594 errichtete Spital. Sie besteht aus einem Langhaus von drei Jochen, das mit einem Satteldach bedeckt ist, und einem eingezogenen, dreiseitig geschlossenen Chor von einem Joch im Osten, über dem sich ein achteckiger Dachreiter erhebt, der mit einer Zwiebelhaube bedeckt ist. Im Glockenstuhl des Dachreiters hängen drei Kirchenglocken; die älteste und kleinste wurde 1728 von Christian Viktor Herold gegossen, eine weitere 1990 von der Glockengießerei Bachert, die dritte, die ursprünglich in der Hauptkirche hing, von Georg Herold. 
Der Innenraum des Chors ist mit einem Kreuzgratgewölbe überspannt, der des Langhauses mit einer Flachdecke. Emporen befinden sich an der nördlichen Längsseite und im Westen, auf der die 1729 gebaute Orgel steht, die 1892 aus Sennfeld erworben wurde. Zur Kirchenausstattung gehören ein um 1730 gebauter Altar, dessen Altarretabel, flankiert von jeweils zwei Säulen, eine Kreuzigungsgruppe zeigt, und die am Chorbogen angebrachte Kanzel mit ihrem Schalldeckel.